# الناتئ الشصي للبنكرياس
الناتئ الشِّصِّيُّ للبنكرياس (بالإنجليزية: Uncinate process of pancreas)‏ هو جزء صغير من البنكرياس. اُشتقت التسمية "uncinate" من الكلمة اللاتينية "uncinatus"، والتي تعني "خطاف". وهو البروز المكون لزاوية اتصال الحواف الجانبية السفلية مع اليسرى في رأس البنكرياس.

## البنية

### التطور
يتطور البنكرياس جنيناً من جزأين منفصلين، البنكرياس الظهري والبنكرياس البطني. يتطور البنكرياس الظهري أولاً، حوالي اليوم السادس والعشرين جنينياً، مقابل القناة الكبدية النامية، وينمو في المساريقا الظهرية. يتطور البنكرياس البطني عند تقاطع القناة الكبدية وبقية المعي الأمامي.
أثناء التطور، يؤدي النمو المتفاوت لجدار المعدة إلى دورانها لليسار، ويخضع الكبد والمعدة للكثير من النمو. وهذا يجعل جزئي البنكرياس يدوران حول الاثني عشر. ثم يندمجان؛ ليشكل البرعم البنكرياسي الظهري جسم وذيل وبرزخ البنكرياس. البرزخ (ويسمى أيضاً البنكرياس المركزي) هو الجزء الغدي الذي يمتد أمام الشريان المساريقي العلوي؛ ويقسم الجانبين الأيمن والأيسر من البنكرياس.
يشكل البرعم البنكرياسي البطني رأس البنكرياس والناتئ الشصي. تستمر الغدة في التطور ولكن القنوات تتفاغر. القناة البنكرياسية الرئيسية تتشكل من اندماج البنكرياس الظهري والبطني.
يفسر علم الأجنة أيضاً المسار المتعرج الغريب للقناة البنكرياسية الرئيسية والظهور العَرَضي لقناة بنكرياسية إضافية.
ينتقل الناتئ الشصي، على عكس بقية البنكرياس، إلى الخلف نحو الوريد المساريقي العلوي (يمكن أن يمر إلى الخلف نحو الشريان المساريقي العلوي، ولكن بشكل أقل شيوعاً).

## الأهمية السريرية
في بعض الأحيان يفشل البنكرياس في النمو بشكل طبيعي وقد تكون هناك عيوب خلقية مرتبطة بالناتئ الشصي. قد ينقسم الناتئ الشصي ويحيط بالاثني عشر، والذي يُعرف باسم البنكرياس الحلقي. هناك أيضاً حالة شائعة تسمى بنكرياس منقسم، حيث لا يلتحم البنكرياس الظهري والبطني بشكل صحيح.

## روابط خارجية
- صور تشريحية:39:09-0106 في مركز داونستيت الطبي التابع لجامعة نيويورك
- شكل تشريحي: 39:03-11 على موقع مركز سوني دونستات الطبي (تشريح بشري عبر الإنترنت).
- درسٌ تشريحي حول pancreas مُعدٌ بواسطة ويسلي نورمان (جامعة جورجتاون).